# Chrisula Saatsoglu-Paliadeli
Chrisula Saatsoglu-Paliadeli, gr. Χρυσούλα Σαατσόγλου-Παλιαδέλη (ur. 8 lipca 1947 w Salonikach) – grecka archeolog i polityk, posłanka do Parlamentu Europejskiego VII kadencji.

## Życiorys
Ukończyła studia na Uniwersytecie Arystotelesa w Salonikach. Na tej uczelni doszła do stanowiska profesora archeologii klasycznej. Przez wiele lat współpracowała z Manolisem Andronikosem, m.in. przy wykopaliskach w Werginie. Uczestniczyła w odkryciu znajdujących się tam grobów królewskich. Objęła funkcję dyrektora prowadzonych w tym rejonie badań archeologicznych. W wyborach w 2009 uzyskała mandat deputowanej do Parlamentu Europejskiego z ramienia PASOK-u. Przystąpiła do grupy socjalistycznej, została wiceprzewodniczącą Komisji Petycji oraz członkinią Komisji Kultury i Edukacji.